# گرداب (فیلم ۱۳۳۲)
گرداب فیلمی به کارگردانی و نویسندگی حسن خردمند که محصول سال ۱۳۳۲ می‌باشد.
این فیلم در قطع ۱۶ میلی متر که اولین فیلم رنگی در تاریخ سینمای ایران محسوب می‌شود به دلیل نبود لابراتوار رنگی در ایران، نگاتیو فیلم برای چاپ و ظهور به نیویورک، آمریکا فرستاده شده بود. همچنین اولین فیلمبرداری از عوامل پشت صحنه در این فیلم انجام شده‌ است.

## خلاصه داستان
جوانی که زندگی ساده‌ای دارد گرفتار عده‌ای خوش گذران می‌شود. کسانی که با انواع نیرنگ‌ها نقشهٔ منحرف کردن جوان‌های ساده را دارند. جوان زندگیش بازیچه قمار، زیبایی یک زن و سایر نیرنگ‌های این افراد می‌شود و وقتی به خود می‌آید که سال‌های جوانیش را بیهوده هدر داده‌ است.